# Ołeksandr Deriberin
Ołeksandr Pawłowycz Deriberin (ukr. Олександр Павлович Деріберін, ros. Александр Павлович Дериберин, Aleksandr Pawłowicz Dieribierin; ur. 25 lutego 1967 w Majkopie, Rosyjska FSRR) – ukraiński piłkarz pochodzenia rosyjskiego, grający na pozycji bramkarza, trener piłkarski.

## Kariera piłkarska

### Kariera klubowa
Karierę piłkarską rozpoczął w miejscowym klubie Drużba Majkop. Potem występował w drugoligowych drużynach Spartak Anapa, Chimik Biełorieczeńsk i Spartak Nalczyk.

### Kariera trenerska
Po zakończeniu kariery piłkarskiej rozpoczął pracę trenerską. Najpierw trenował w Republikańskiej Wyższej Szkole Kultury Fizycznej (RWUFK) w Kijowie. W 2002 wyjechał do Moskwy pomagać trenować klub Mostransgaz Moskwa. W latach 2003–2004 pomagał trenować reprezentację KNEU, a potem bramkarzy w zespole Nywa Winnica. Dwa razy pracował w sztabie szkoleniowym juniorskiej reprezentacji Ukrainy. W latach 2005–2007 prowadził samodzielnie Nafkom Browary. 1 lipca 2010 objął stanowisko głównego trenera Zirki Kirowohrad. Po nieudanym początku sezonu 29 września 2010 podał się do dymisji. 12 lipca 2011 zmienił Anatolija Bielaja na stanowisku głównego trenera Desny Czernihów, z którą pracował do marca 2012 roku.